# Мелер, Халил Умут
Халил Умут Мелер (тур. Halil Umut Meler; род. 1 августа 1986, Сельчук, Измир) — турецкий футбольный судья. Судья ФИФА с 2017 года.

## Карьера
Халил Мелер дебютировал в турецкой Суперлиги 18 сентября 2015 года в матче «Истанбул Башакшехир» — «Акхисар Беледиеспор», который закончился со счетом 2:0.
29 июня 2017 года ему было доверено работать на международной арене, отсудил отборочный матч Лиги Европы УЕФА между клубами «Воеводина» и «Ружомберок» (2:1) и показал 4 жёлтые карточки. В сезоне 2020—2021 годов впервые отработал на матче Лиги чемпионов.
Был одним из арбитров юношеского чемпионата Европы до 17 лет 2018 года, который проходил в Англии. Отсудил три игры группового этапа и финал турнира.
В 2019 году был назначен главным арбитром на матч за Суперкубок Турции между «Галатасараем» и «Акхисар Беледиеспором» (1:0).
В начале 2021 года Мелер стал одним из 12 судей, выбранных для проведения матчей группового этапа молодежного чемпионата Европы 2021 года в Венгрии и Словении, отработал там две игры.
В 2022 году турецкий судья был переведён в категории элитных судей УЕФА.
В апреле 2024 года был отобран одним из главных арбитров в числе 19 судейских бригад для обслуживания матчей Чемпионата Европы по футболу, который проходит в июне-июле 2024 года на футбольных полях Германии.

### Чемпионат Европы 2024
| Стадия         | Дата         | Город              | Стадион               | Команда 1 | Результат            | Команда 2 | Предупреждён | Red card | Пенальти |
| -------------- | ------------ | ------------------ | --------------------- | --------- | -------------------- | --------- | ------------ | -------- | -------- |
| Групповой этап | 17 июня 2024 | Франкфурт-на-Майне | Вальдштадион          | Бельгия   | 0:1 (0:1)            | Словакия  | 3 - 1        | 0 - 0    | 0 - 0    |
| Групповой этап | 21 июня 2024 | Берлин             | «Олимпийский стадион» | Польша    | 1:3 (1:1)            | Австрия   | 4 - 2        | 0 - 0    | 0 -      |
| 1/8 финала     | 30 июня 2024 | Гельзенкирхен      | «Фельтинс-Арена»      | Англия    | 2:1 (0:1, 0:0) д.вр. | Словакия  | 3 - 6        | 0 - 0    | 0 - 0    |